# Iliosuchus
Iliosuchus is een geslacht van vleesetende theropode dinosauriërs, behorend tot de groep van de Tetanurae, dat tijdens het middelste Jura leefde in het gebied van het huidige Engeland. De typesoort is Iliosuchus incognitus.

## Vondst en naamgeving
In 1880 vond C.W. Masson in Oxfordshire een bot van een dinosauriër dat terechtkwam in de collectie van het British Museum of Natural History. In 1932 benoemde en beschreef Friedrich von Huene het fossiel als Iliosuchus incognitus. De geslachtsnaam is afgeleid van os ilium, het darmbeen, en Σοῦχος, Souchos, de naam in het Grieks voor de Egyptische krokodillengod Sobek. Von Huene gebruikte in die periode vaak de uitgang ~suchus in plaats van ~saurus omdat hij wilde beklemtonen dat dinosauriërs nauwer verwant zijn aan krokodillen dan aan hagedissen. De soortaanduiding betekent "onbekend" in het Latijn, een verwijzing naar het feit dat van het dier niet meer dan een enkel bot bekend is.
Het holotype, BMNH R.83, is opgegraven in de Gracilisphinctes progracilis-zone van de Stonesfield Slate, deel van de Taynton Limestone-formatie die stamt uit het middelste Bathonien, ongeveer 166 miljoen jaar oud. Het bestaat uit een gedeeltelijk darmbeen.
In 1976 werd de soort opnieuw beschreven door Peter Malcom Galton. Deze wees er een tweede gedeeltelijk darmbeen aan toe: OUM J29780. In 2005 volgde de toewijzing door Galton van een derde beschadigd darmbeen OUM J28971.
Alfred Romer vond in 1966 dat Iliosuchus een jonger synoniem was van Megalosaurus bucklandii; Rodney Steel sprak in 1970 van een Megalosaurus incognitus. Galton ontkende in 1976 het verband met Megalosaurus maar meende dat Stokesosaurus identiek was aan Iliosuchus en hernoemde dit taxon tot een tweede soort van Iliosuchus: Iliosuchus clevelandi. Hierin is hij echter door niemand gevolgd.

## Beschrijving
Iliosuchus moet een tamelijk klein dier geweest zijn met een heuphoogte van 25 centimeter en een lengte van een meter. Gregory S. Paul schatte in 1988 het gewicht op slechts anderhalve kilogram.
Het darmbeen heeft een bewaarde lengte van 89 millimeter, een hoogte van 42 millimeter en een diepte van het heupgewricht van 36 millimeter. Boven het heupgewricht toont het blad van het darmbeen een verticale richel, vermoedelijk de scheiding tussen de twee takken van musculus iliofemoralis.

## Fylogenie
Galton kon niet tot een nauwere bepaling van de verwantschappen van Iliosuchus komen dan een Theropoda incertae sedis. Paul schiep in 1988 een eigen Iliosuchidae maar dat begrip is nooit verder gebruikt. Een soms vermelde plaatsing in de Megalosauridae gaat terug op de opvatting van Romer waarvoor geen feitelijke ondersteuning bestaat. Galton suggereerde een verband met de Tyrannosauroidea wegens de verticale richel maar dat is een kenmerk dat meer algemeen in de Tetanurae voorkomt. De geringe grootte van het dier suggereert dat het meer bepaaldelijk een basaal lid van de Coelurosauria betreft. De meeste onderzoekers zien de soort tegenwoordig als een nomen dubium.
Galton zag de vermeende overeenkomst tussen Iliosuchus en Stokesaurus als een bewijs voor het bestaan van landverbindingen tussen Noord-Amerika en Europa tot in het late Jura.